# Пољопривредно-хемијска школа „Др Ђорђе Радић” Краљево
Пољопривредно-хемијска школа „Др Ђорђе Радић“ је средња школа која се налази у Краљеву и функционише у оквиру образовног система Републике Србије.

## Историја
Школа је основана 1882. године и за то време па до 1940. назив школе је био Школа за Ратарство-Ратарска Школа. Садашњи назив школе установљен је децембра 1990. године. Од оснивања, школа је прошла кроз разне друштвене промене у области образовања. Преписка око оснивача школе са Министарством просвете Кнежевине Србије је још од 1874. године.
Министарство финансија, koje je руководило установама и заводима економским, послало је управитеља земљоделске-шумарске школе,  г. Чеду Поповића и професора исте школе г. Ђорђа Радића, да прегледају зграду и земљиште у Краљеву. Након 29. јуна 1882.године излази указ, којим се, на основу члана 2. Закона  о нижим школама за пољску привреду, установљава у вароши Краљеву.
После два дана, 1. јула 1882. године, донето је решење о постављењу Др Ђорђа Радића, професора Земљоделско- шумарске школе у Пожаревцу за управника новоосноване школе за ратарство у Краљеву. Оснивање школе за ратарство у Краљеву био је велик догађај за Србију.
Ђорђе Радић, по коме школа носи назив, био је први српски доктор пољопривредних наука. 

## Школски простор
За реализацију васпитно-образовних садржаја школа користи сопствену школску зграду, школско двориште са спортским полигоном (за мале спортове), школску економију за реализацију практичне наставе, блок наставе за одређен број образовних профила- подручја рада.
Школски простор је распоређен на: учионице, кабинете, лабораторије, сале, административне просторије, помоћне просторије, санитарни чвор, ходнике и холове и три нивоа: сутерен, приземље и спрат. Кабинети и лабораторије груписани су према специфичности подручја рада и занимања у појединим деловима зграде и дати су у прегледу.
У холу у приземљу смештене су наменске просторије: школска библиотека, секретаријат школе, рачуноводство и канцеларије директора, помоћника директора и педагога.